# Scissor Seven
Scissor Seven (Originaltitel: 刺客伍六七) ist eine 2018 erschienene chinesische Zeichentrickserie, die von He Xiaofeng erstellt und von der Produktionsfirma AHA Entertainment produziert wurde.

## Inhalt
Die Handlung von Scissor Seven dreht sich um Seven, einen arbeitslosen Friseur mit Gedächtnisverlust, der beschließt, Auftragskiller zu werden, um sich seinen Lebensunterhalt zu verdienen. Allerdings hat Seven kein besonderes Talent als Attentäter und ist oft in skurrile und absurde Situationen verwickelt. Sein Markenzeichen sind eine scharfe Schere und die Fähigkeit, telekinetisch mit ihr umzugehen. Nebenbei arbeitet er in einem kleinen Friseursalon auf Chicken Island, wo er von seinem treuen Freund und Partner Dai Bo, einer anthropomorphen blauen Taube, unterstützt wird.
Während Seven zunächst einfache Aufträge annimmt, wird nach und nach seine wahre Vergangenheit als ehemaliger Top-Agent mit mysteriösen Kräften enthüllt.

## Synchronisation
| Rolle            | japanischer Sprecher (Seiyū) |
| ---------------- | ---------------------------- |
| Seven / Wu Liuqi | He Xiaofeng                  |
| Thirteen         | Duan Yixuan                  |
| Ji Dabao         | Jiang Guangtao               |
| Ji Xiaofei       | Zhao Han                     |

## Veröffentlichung
Die Serie wurde 2018 in China auf Bilibili veröffentlicht. Die Plattform Netflix veröffentlicht die Serie international per Streaming, unter anderem mit deutschen und englischen Untertiteln.